# John James Campbell
John James Campbell (Glasgow, 12 settembre 1871 – Glasgow, 2 dicembre 1947) è stato un calciatore scozzese, di ruolo attaccante.

## Carriera

### Club
Campbell inaugurò la sua carriera professionistica nel 1890 con il Celtic. Vinse due campionati scozzesi nelle stagioni 1892-1893 e 1893-1894 e una Scottish Cup nel 1892.
Nell'estate del 1894 passò all'Aston Villa con cui vinse il campionato nazionale nella stagione 1895-1896. Segnò inoltre la prima rete del trionfo del club sull'Everton nella finale della FA Cup che sancì per il club la conquista del double.
Nel 1897 tornò al Celtic dove conquistò il titolo nazionale.
Nel 1903 passò al Third Lanark A.C. con cui concluse la carriera nel 1906.

### Nazionale
Campbell venne convocato 12 volte nella nazionale scozzese con la quale segnò 4 gol.

## Palmarès

### Club

#### Competizioni nazionali
- Campionato scozzese: 4

Celtic: 1892-1893, 1893-1894, 1897-1898
Third Lanark: 1903-1904
- Coppa di Scozia: 4

Celtic: 1891-1892, 1898-1899, 1899-1900
Third Lanark: 1904-1905
- Campionato inglese: 2

Aston Villa: 1895-1896, 1896-1897
- Coppa d'Inghilterra: 2

Aston Villa: 1894-1895, 1896-1897